# Doina Robu
Doina Robu, född den 22 juli 1967 i Piatra Neamţ i Rumänien, är en rumänsk roddare.
Hon tog OS-silver i fyra utan styrman i samband med de olympiska roddtävlingarna 1992 i Barcelona.